# Мартін Мартенс
Мартін Мартенс (нід. Martin Martens; 8 грудня 1797 — 8 лютого 1863) — бельгійський ботанік, професор хімії та ботаніки нідерландського походження.

## Біографія
Мартін Мартенс народився у Маастрихті 8 грудня 1797 року.
Мартенс був професором хімії та ботаніки у Лувенському католицькому університеті, який спеціалізувався на вивченні та класифікації папоротей. Спільно з Анрі Гійомом Галеотті він опублікував трактат про папоротники Мексики Memoire sur les Fougères du Mexique, et considérations sur la géographie botanique de cette contrée.  Мартенс зробив значний внесок у ботаніку, описавши багато видів рослин.
Мартін Мартенс помер 8 лютого 1863 року.

## Наукова діяльність
Мартін Мартенс спеціалізувався на папоротеподібних та на насіннєвих рослинах.

## Окремі публікації
- Flora von Württemberg 1834.
- Memoire sur les Fougères du Mexique, et considérations sur la géographie botanique de cette contrée (with Henri Guillaume Galeotti).